# Heinrich Behnken

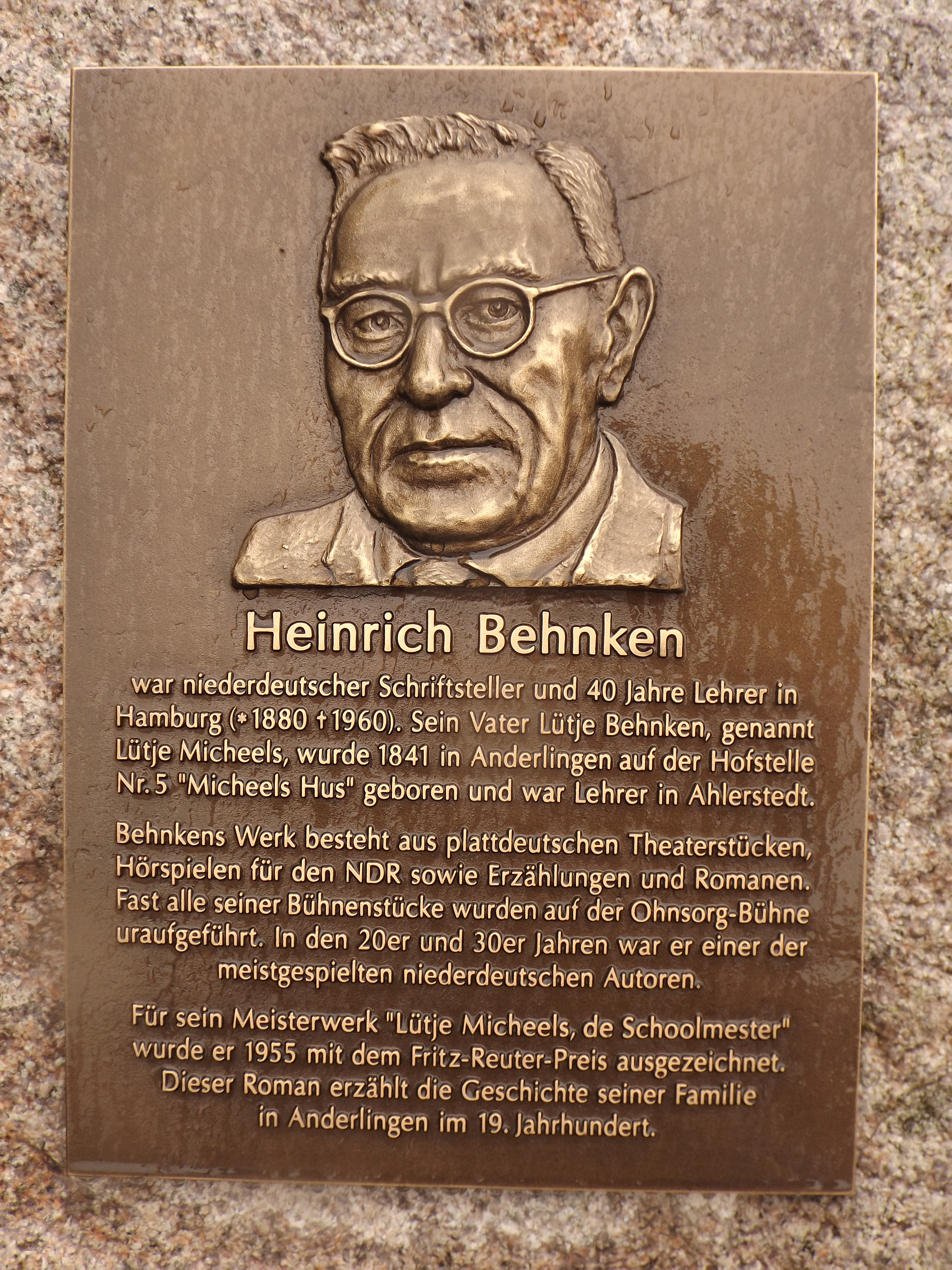
Porträt und wesentliche Lebensdaten auf einem Gedenkstein in Anderlingen

Heinrich Behnken (* 25. Dezember 1880 in Ahlerstedt; † 1. Dezember 1960 in Hamburg) war ein deutscher Lehrer und Autor von Werken vornehmlich in niederdeutscher Sprache.

## Leben
Behnken war der Sohn des Lehrers Lütje Micheels und wurde an der Präparandenanstalt  in Rotenburg (Wümme) sowie am Lehrerseminar in Stade ausgebildet. Ab 1900 arbeitete er als Lehrer, zunächst in Sittensen und ab 1904 in Hamburg. Dort wurde er 1919 Schulleiter. Zum 1. Mai 1937 trat er der NSDAP bei (Mitgliedsnummer 4.052.345). Ab 1945 unterrichtete er in Ahlerstedt-Oersdorf und trat 1948 in den Ruhestand. 1950 zog er wieder nach Hamburg.
Behnken verfasste Romane, Erzählungen, Hörspiele und Bühnenstücke, die unter anderem am Ohnsorg-Theater aufgeführt wurden.
Zu den Mundart-Hörspielen, die u. a. vom NDR produziert worden sind, gehört beispielsweise Dat Düvelsexamen von 1957, in dem unter Regisseur Hans Tügel die Schauspieler Otto Lüthje, Heini Kaufeld, Uwe Friedrichsen, Roswitha Steffen, Rudolf Beiswanger und Erna Raupach-Petersen die Hauptrollen sprachen.
Eines seiner Enkelkinder war der Publizist Klaus Behnken (1944–2016).

## Werke
Literarische Werke
- "Junge Leev un anner Dichtungen". Hamburg 1925
- Ut Moor un Heid. Hamburg 1934
- Junge Leev un annere Geschichten. Hamburg 1938
- "Lütje Micheels, de Schoolmester". Hamburg 1955
- Krischan Matthees un annere Geschichten. Hamburg 1956

Bühnenstücke
- "Üm den Hoff". 1913 (ungedruckt)
- "De Verschriewung". Verden 1919
- "Klaus Kniphoff un Maria Hohusen. 1922 (ungedruckt)
- "Versteekenspeelen". Verden 1924
- "De erste Gast". Verden 1924
- "Fründ Hein". 1925 (ungedruckt)
- "Dat lewe Geld". Verden 1926
- "De Diek". 1927 (ungedruckt)
- Packesel. Verden 1928
- "Sodom un Gomorrha". Verden 1928
- Hamborger Beer. Verden 1931
- "De Zwickmöhl". Verden 1932
- Hexenkomödi. Verden 1933
- Wiehnachen 1931. Verden 1935
- Snaaksche Wiehnachen. Verden 1935
- Jan, de Schult. Verden 1936
- Versteckenspielen. Verden 1938
- De Ehestiftung. Verden 1939
- Dat Düvelsbook Verden 1939
- "De Baltikumer". (ungedruckt)
- "Hanne Eckhoff". (ungedruckt)
- "Oersdorfer Krippenspiel". 1947 (Westermanns Pädag. Beiträge)

## Hörspiele (Auswahl)
- 1924: De Verschriewung – Regie: Nicht angegeben (NORAG)
- 1925: De erste Gast – Regie: Nicht angegeben (2 Ausstrahlungen) (NORAG)
- 1925: Versteckspeelen – Regie: Nicht angegeben (NORAG)
- 1925: Versteekenspielen – Regie: Nicht angegeben (NORAG)
- 1925: De Verschriewung – Regie: Nicht angegeben (NORAG)
- 1925: De Verschriewung – Regie: Hans Böttcher (NORAG)
- 1926: Versteekenspeelen – Regie: Richard Ohnsorg (NORAG)
- 1927: Die Verschriewung – Regie: Nicht angegeben (NORAG)
- 1927: Klaus Knipphoff – Regie: Hans Böttcher (NORAG)
- 1928: Versteekenspeelen – Regie: Otto Mensing (Gastspiel der Niederdeutschen Bühne Kiel (Übertragung aus Kiel) – NORAG) (Drei Ausstrahlungen)
- 1928: Packesel – Regie: Otto Mensing (Gastspiel der Niederdeutschen Bühne Kiel (Übertragung aus Kiel) – NORAG)
- 1951: Hexenkomödie – Regie: Eberhard Freudenberg (RB)
- 1951: Versteeken spelen – Regie: Hans Freundt (NWDR Hamburg)
- 1951: De Ehestiftung – Regie: Hans Freundt (NWDR Hamburg)
- 1951: Snaaksche Wienachten – Regie: Hans Freundt (NWDR Hamburg)
- 1952: Een Sommerdag – Regie: Hans Freundt (NWDR Hamburg)
- 1952: De grote Krink – Regie: Hans Freundt (NWDR Hamburg)
- 1953: Dat Brannwien-Duwell – Regie: Günter Jansen (NWDR Hamburg)
- 1953: Dat Düwelsbook – Regie: Heinz Kottkamp (RB/NWDR Hamburg)
- 1955: Blot nich old wesen! – Regie: Günter Jansen (NWDR Hamburg)
- 1955: De ole Schoolmester – Regie: Günter Jansen (NWDR Hamburg)
- 1957: Dat Düvelsexamen – Regie: Hans Tügel (NDR)
- 1960: Hexenkomödi – Regie: Rudolf Sang (RB)

## Auszeichnungen & Ehrungen

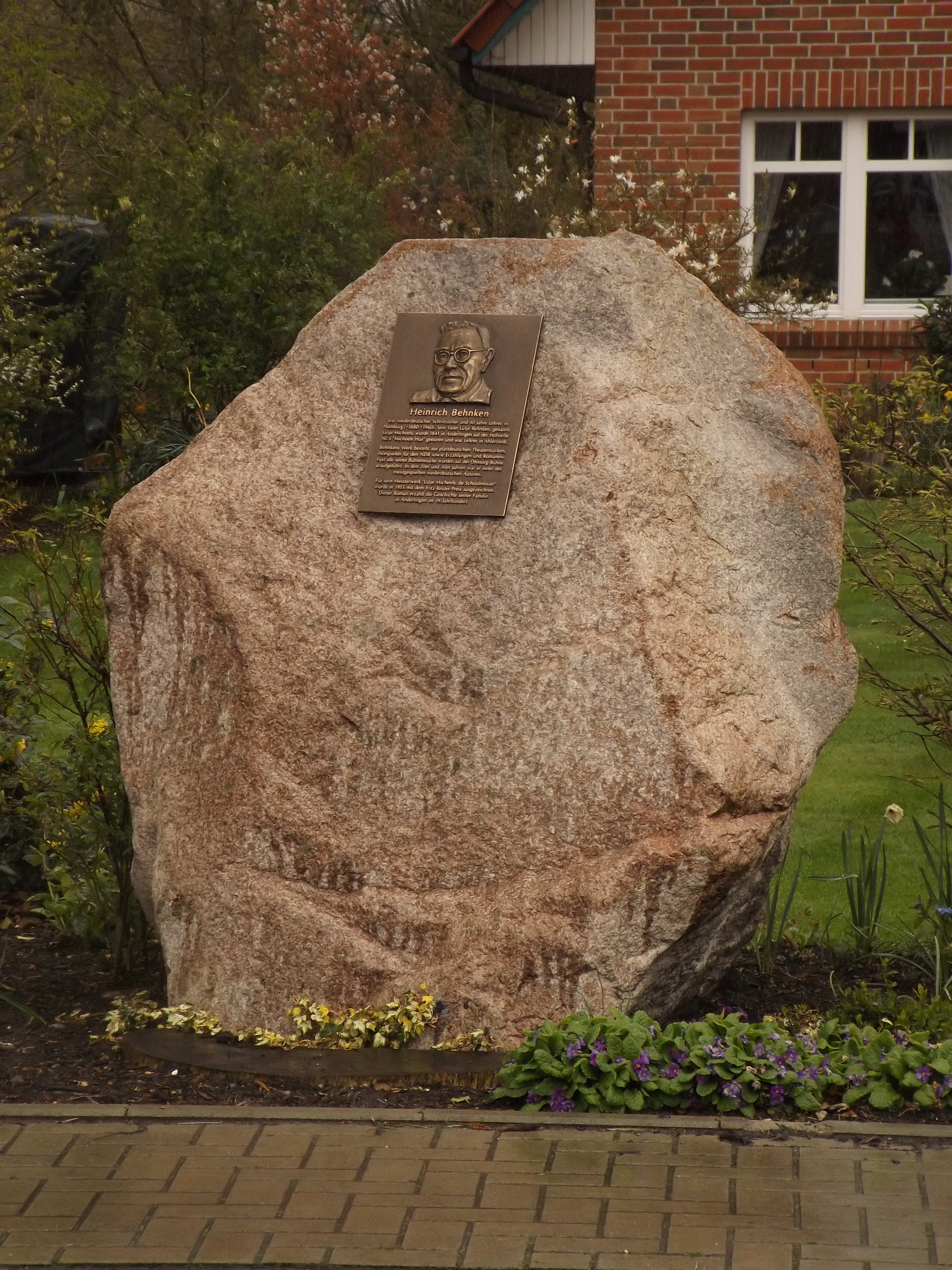
Gedenkstein in Anderlingen

- 1922: Preis für niederdeutsche Schriften, Hansestadt Bremen
- 1931: Fritz-Stavenhagen-Preis, 6. Niederdeutscher Bühnentag in Schwerin
- 1939: Hermann-Boßdorf-Preis, für den Dreiakter "Dat Düwelsbook"
- 1955: Fritz-Reuter-Preis (Hamburg) für den Roman Lütje Micheels, de Schoolmester#

- Gedenkstein in Anderlingen